# San Carlos de Bolívar
San Carlos de Bolívar, o simplement coneguda com a Bolívar, és una ciutat argentina ubicada al centre nord de l'interior de la província de Buenos Aires. És cap del partit de Bolívar.